# Tsundí (Agvali)
|  | Per a altres significats, vegeu «Tsundí». |

Tsundí (en rus: Цунди) és un poble del Daguestan, a Rússia, que en el cens del 2010 tenia 31 habitants. Pertany al districte rural d'Agvali.